# Telemuseum (Virserum)
Telemuseum är ett elektronikmuseum beläget i kulturcentret Bolagsområdet i Virserum, Hultsfreds kommun. Museets utställning fokuserar på mobil telekommunikation från 1970-talet och framåt, men innehåller också många exempel på mobiltelefonins, och den fasta telefonins  tidiga historia. Dessutom visas uppbyggda tidstypiska miljöer, växlar från AXE och mobilväxlar, Televerkets kringutrustning, mätinstrument, fjärrskrivare, faxar, personsökare, snabbtelefoner, piratradiosändare med mera.
Museet öppnades 2001 och stängde 2014 då grundaren Anders Joelsson gått bort och den ekonomiska föreningen Dackestop gått i likvidation. Virserums hembygdsförening räddade området och Telemuseum 2016. Den 6 maj 2017 återinvigdes området och Telemuseum. 